# وي تشات
وي تشات (بالإنجليزية: Wechat) هو برنامج تواصل اجتماعي صيني للمراسلة الحرة والتجارة وخدمات الدفع.
تم تطوير التطبيق من قبل شركة تينسنت. كان إصداره الأول في عام 2011 وبحلول عام 2016 أصبح
أحد أكبر برامج المراسلة اتتشارا من حيث المستخدمين النشطين، مع أكثر من مليار مستخدم نشط شهريًا (902 مليون مستخدم نشط يوميًا)
. يُوصف هذا البرنامج بأنه أحد أقوى التطبيقات في العالم من قبل فوربس، وهو معروف أيضًا في الصين باسم "app for everything" ("تطبيق لكل شيء) و "super app" (تطبيق فائق) نظرًا لمجموعته الواسعة من الوظائف والمنصات.
بالإضافة إلى الصين، هو أيضا تطبيق المراسلة الأكثر شعبية في بوتان.
يُتهم وي تشات بمراقبة المواضيع ذات الأهمية السياسية في الصين، بما في ذلك انتهاكات حقوق الإنسان.

## الحسابات الرسمية
يَدعمُ تطبيق وي شات الذين يَرغبون في تَسجيلِ حِساباتهم كَرسميةٍ، والتي تُمَكِنهم مِن التفاعُلِ مع المُشتَرِكين وتَزويدهم بِالخدمات. هناك ثلاثةُ أنواع من الحساباتِ الرسمية: حِساب خدمة، حِساب اشتراك وحِساب مؤسسة.

## خدمات المدينة
في عام 2015 أطلقت وي شات مَيزَة خدمات المدينة،  في 27 مدينةً من الصين. بما في ذلك بكين، شانغهاي، قوانغتشو وشنتشن 
وشملت خدمات المدينة حجز مواعيد الطبيب ودفع رسوم الكهرباء والمخالفات المرورية وحجز وسائل النقل.

## وصلات خارجية
- وي تشات على موقع Google Play (الإنجليزية)
- الموقع الرسمي